# Augusto Scarone
Augusto Sebastián Scarone Segovia (Montevideo, 3 giugno 2004) è un calciatore uruguaiano, attaccante del Racing Montevideo.

## Carriera

### Club
Scarone è cresciuto nel settore giovanile del Nacional. Nel 2024 è stato ceduto in prestito al River Plate (M) ed il 14 aprile ha debuttato nell'incontro di Primera División perso 2-1 contro il Defensor Sporting.
Il 26 febbraio 2025 è stato acquistato a titolo definitivo dal Racing Montevideo.

### Nazionale
Ha giocato nella nazionale uruguaiana Under-20.

## Statistiche

### Presenze e reti nei club
Statistiche aggiornate al 13 maggio 2024.
| Stagione        | Squadra         | Campionato      | Campionato | Campionato | Coppe nazionali | Coppe nazionali | Coppe nazionali | Coppe continentali | Coppe continentali | Coppe continentali | Altre coppe | Altre coppe | Altre coppe | Totale | Totale | Totale |
| Stagione        | Squadra         | Comp            | Pres       | Reti       | Comp            | Pres            | Reti            | Comp               | Pres               | Reti               | Comp        | Pres        | Reti        | Pres   | Reti   |        |
| --------------- | --------------- | --------------- | ---------- | ---------- | --------------- | --------------- | --------------- | ------------------ | ------------------ | ------------------ | ----------- | ----------- | ----------- | ------ | ------ | ------ |
| 2024            | River Plate (M) | PD              | 7          | 0          | CU              | 0               | 0               |                    | -                  | -                  |             | -           | -           | 7      | 0      |        |
| Totale carriera | Totale carriera | Totale carriera | 7          | 0          |                 | 0               | 0               |                    | -                  | -                  |             | -           | -           | 7      | 0      |        |